# Yusra Mardini

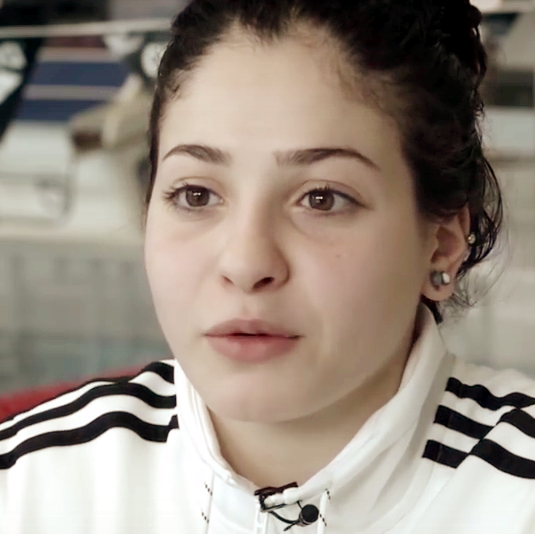
Yusra Mardini.

Yusra Mardini, född 5 mars 1998, är en syrisk simmare för flyktinglaget i 2016 års olympiska sommarspel i Rio de Janeiro. Mardini flydde från inbördeskriget i Syrien tillsammans med sin syster i augusti 2015. På väg från Turkiet över Medelhavet var de bland 18 flyktingar i en gummibåt avsedd för sex personer och råkade då ut för motorhaveri. Mardini och hennes äldre syster räddade samtliga passagerare genom att simmande skjuta båten framför sig i tre och en halv timme. Hon tävlade i OS 2016 i 100 meter frisim och slutade näst sist av alla i försöken med tiden 1.04,66. Hon ställde även upp i fjärilssim där hon vann sitt heat mot 4 andra simmare, men tiden räckte ej till en plats i semifinalen.
Mardini hade före kriget det syriska rekordet i 400 meter frisim. Vid Olympiska sommarspelen 2021 (officiellt 2020) i Tokyo var hon fanbärare för flyktinglaget. Mardini blev FN-ambassadör och har i denna egenskap träffad Barack Obama och påve Franciskus.